# Chitbara Gaon
Chitbara Gaon – miasto w północnych Indiach w stanie Uttar Pradesh, na Nizinie Hindustańskiej.
Populacja miasta w 2001 roku wynosiła 20 211 mieszkańców.